# 銭ゲバ
『銭ゲバ』（ぜにゲバ）は、ジョージ秋山による日本の少年漫画。また、それを原作にした日本映画、およびテレビドラマ。

## 概要
極度の貧困から、殺人を繰り返しながら金銭と名誉を掴む1人の青年・蒲郡風太郎（がまごおり ふうたろう）の波瀾万丈ピカレスクロマン。『週刊少年サンデー』（小学館）に1970年（昭和45年）13号から1971年（昭和46年）6号まで連載された。単行本は2009年現在、幻冬舎から文庫版（上・下巻）が刊行されているのみで、他に電子書籍がある。アナザーストーリーに風太郎の実の娘・風子（ふうこ）を主人公とした「銭ゲバの娘プー子」という作品があるほか、風太郎が消費者金融の社長となっている「銭豚」がある。

## あらすじ
蒲郡風太郎は幼少の頃から左目に醜い傷が有った。父親は最低のろくでなし、母親は気だては良いが病弱。それゆえ家庭は極貧で、ときには5円の金も無いほどであった。
貧しいながらも懸命に生きてきた風太郎にとって、心の支えとなっていたのは、母親と風太郎に優しく接する近所の青年であった。しかし、治療費が払えない母は病死、自暴自棄になった風太郎は盗みに走り、それを咎めた青年を手にかけてしまう。
それを機に、風太郎は生まれ故郷を飛び出し、成長して大企業の社長一家に取り入って、陰で金銭の為に殺人を繰り返すことになる。遂には、社長一家を死に追い込み、企業の乗っ取りに成功し、政界進出も果たす。しかし、栄耀栄華を極めたはずの風太郎は、誰もが思いもよらない最期を遂げるのであった。

## 用語
銭ゲバ
作中で「金のためなら何でもする奴」と説明されている。ゲバとはドイツ語のゲバルト（暴力行為）という意味の略語で、『銭ゲバ』の原作が発表された昭和40年代当時、流行した左派政治運動に参加した学生の隠語で、国家に対する実力闘争を指す。略して「ゲバ」と言うことが多い。つまり正義の為ではなく金のためのゲバ（暴力を振るう人）、転じて金のためなら何でもやるという意味で、一般的にお金に執着する人(守銭奴やけち)の事を「銭ゲバ」と表現される。

## 登場人物
蒲郡風太郎（がまごおり ふうたろう）
本作の主人公。長野県松本市出身。左目に生まれつき醜い傷がある。もともとは短身痩躯だったが、三枝子を殺害してから少し肥満している。八重歯がある。口癖は「〜ズラ」。酒と女に溺れる父と、病弱な母のもとで育てられ、貧しい幼少期を送る。醜い風采ゆえに周囲からバケモノ呼ばわりされ、容姿や家庭の事情を蔑まれた思い出しかなかった。それでも自分に優しく接してくれていた母が、病気の治療費が払えずに死んだ事で「銭が無いから母は死んだ」「世の中銭が力、全てである」と信じ始め、「銭のためなら何でもやる」=銭ゲバとして行動を始める。母の死後盗みに走った風太郎を止めようとした青年を殺害してしまい故郷を離れ上京することとなる。その後大昭物産の社長の車にわざとぶつかり、運転手だった新星を殺害して住み込みの運転手として潜り込む。そして次女の正美と結婚をした夜に社長を殺害して三枝子をレイプ、2人もろとも屋敷に火を放ち大昭物産の社長の座を手にする。その後は正美を自殺に追い込み、数々の殺人を繰り返す。やがては代議士である神清行に薦められたこともあり、県知事選挙に出馬、当選した。しかしその後新聞社から「人間の幸福について」という特集で執筆を依頼された際は、当然ながら普段の「銭さえあれば幸福」という内容で筆を取ろうとしたものの、無意識に頭の中では「銭では買えない」ごく平凡の幸福な家庭を夢想していた（その妄想の中で三枝子と結婚して子供を育てていた）。一番気付いてはいけない事に気付いてしまった風太郎は発作的に机の引き出しに隠していた拳銃で自殺を図り、机に倒れた風太郎と作者の痛烈なメッセージで物語は幕を下ろす。
アナザーストーリー「銭ゲバの娘 プーコ」で拳銃自殺に失敗して生きていたという設定で未遂で終わった。
口癖である「ズラ」は中部地方の静岡県・山梨県・長野県で使われる方言である（静岡弁・遠州弁・伊豆弁・甲州弁・信州弁）。しかし、「ズラ」は推量や確認を表す言葉であり（共通語の「だろう」「でしょ」に当たる）、「金のためなら、何でもするズラ」のような使い方は方言としては正しい用法ではない。また現在「ズラ」は「ダラ」という新しい方言に取って代わられ死語に近く、年配層以外ではほとんど使われない。
三枝子（みえこ）
大昭物産社長の長女でかなりの美人。風太郎の憧れの人物でもある。かなり裕福な家庭で生まれ育ったため、少々高飛車なお嬢様。熱心に働き、暴漢に襲われた時は助けてくれた風太郎を信頼していたものの、正美との結婚式のその夜に実父を殺害した風太郎にレイプされてしまい気を失う。そして家を放火され父親と共に死亡したと思われたが、実は生きており風太郎が孕ませた子供と共に現れ風太郎と愛の無い生活をする。その後は上記の事が原因で風太郎を憎悪するようになる。風太郎との子を風太郎に殺され、彼女をも殺そうとしたため逃げようとするが、ナイフで刺殺される。風太郎の妄想の中では風太郎と結婚しており、子供を育て幸福な家族となっていた。
ドラマ版の登場人物「三國緑」に当てはまる人物。
正美（まさみ）
三枝子の妹。生まれつき目の周りに痣のような跡があり、足も不自由であるため、美人の姉と比較されることにコンプレックスを感じていた。風太郎と出会い、優しくしてくれる彼を好きになるが、彼女を利用しているとも知らないまま結婚をする。幸せを掴んだのも束の間、家の火事により姉と父親を失った事で風太郎だけが頼りになった。風太郎を愛していたが、本性を現した風太郎に酷い虐待を受け、それらが原因で自殺してしまう。自殺する寸前も風太郎を責めるような発言はなく、嘘でも自分を愛してくれたことを感謝していた。
ドラマ版の登場人物「三國茜」に当てはまる人物。
社長 （しゃちょう）
三枝子と正美の父親で総資産3百億の大昭物産の社長でもある。三枝子と同じく風太郎を気に入り、正美と結婚した風太郎に副社長のイスまで用意していたが、風太郎に撲殺される。原作版では名前が明らかになっていない。
ドラマ版の登場人物「三國譲次」に当てはまる人物。
蒲郡兼三（がまごおり けんぞう）
風太郎の父親。飲んだくれで、いつも妻子に暴力を振るっていた挙句、風太郎が10歳の時に愛人を作って蒸発する。そのため風太郎からは子供の頃から激しく怨まれている。風太郎とは偶然再会するものの全く相手にされなかったが、風太郎が殺害した新星の遺骨を手に入れ、それをネタに風太郎をゆする。しかし、その新星の遺骨を手にしたことが仇となり、新星殺害の犯人として警察に逮捕される。無実を訴えるも、人となりとこれまでの行いのせいで誰からも信用されず、そのまま牢獄行きとなる。
ドラマ版の登場人物「蒲郡健蔵」に当てはまる人物。
蒲郡久仁子（がまごおり くにこ）
風太郎の母親。貧しいながらも優しく、心を大切にしている。しかし、夫の暴力や風太郎のために働き続けた無理が集り、病気をこじらせ貧困が命を縮めた。普段から風太郎にも誠実さや愛の大事さを説いていたが、皮肉にも彼女の無情な死が風太郎が銭ゲバとなる切っ掛けになった。
ドラマ版の登場人物「蒲郡桃子」に当てはまる人物。
田所刑事（たどころけいじ）
警察署の部長刑事で以前は長野県警に配属されていて、風太郎が殺害した近所の青年の事件を捜査していた。屋敷の窃盗事件の通報を受け出動してきたことで風太郎を疑い捜査する。1人息子がいてその息子がひき逃げされた際に怪我の治療費を工面せんとして買収してきた風太郎に逆上し殴り飛ばしている。風太郎の働きかけで神代議士の圧力による北海道警への転属命令が出るも、警察を退職。その後は独自で風太郎を調査するも風太郎の逆鱗に触れてしまい、車でひき殺される。死に際に風太郎の口から全てを知ることになる。ちなみに彼の1人息子は無事に怪我からは回復したものの皮肉にもヤクザに成長してしまい、組の鉄砲玉として風太郎を暗殺しようとするも失敗。
ドラマ版の登場人物「荻野聡」に当てはまる人物。
小畑純子（おばた じゅんこ）
高校生。純真な性格で風太郎の悪評を知っても怖がらずお金にもなびかなかったことから、風太郎にとって最後の希望であった。理由は不明だが、後に自分の体を買って欲しいと風太郎に懇願したため、ショックを受けた風太郎に撲殺されてしまう。
相違点は多いが、高校生で売春を誘って来たという設定ではドラマ版の登場人物「野々村由香」に当てはまる人物。
新星（しんぼし）
大昭物産社長の運転手。風太郎を怪しく思い問い詰めるも、逆に殺されてしまう。屋敷の愛犬であったメリーは新星になついており、風太郎が庭に埋めた新星の死体の場所を掘っていたため、風太郎に殺された。
相違点は多いが、風太郎に殺され、庭に埋められるという点ではドラマ版の登場人物「白川正輝」に当てはまる人物。
近所の青年（きんじょのせいねん）　
風太郎の家の近所に住んでいた青年。風太郎からは「にいちゃん」と呼ばれ、頼りにされており、また彼も風太郎の兄のように接していた。風太郎が他人の車から金銭を盗んだところを目撃して咎めたため、風太郎に撲殺されてしまう。
ドラマ版の登場人物「荻野宏」に当てはまる人物。
秋遊之助（あき ゆうのすけ）
新進作家。公害問題など政治家や大企業の社会悪を次々に作中で告発し、注目を浴びている社会派の青年作家。正義感が強く、風太郎の悪行を新たな標的として対決するかに思われたが、社会悪よりも風太郎の壮絶な生きざまそのものに興味を抱いていく。
藤村俊次郎（ふじむら しゅんじろう）
風太郎の依頼で刑事の1人息子をひき逃げした犯人。元々は家族のいる田舎から出稼ぎしてきたものの上手く行かず、四十路近いものの生活はひどく困窮しており、そこを風太郎につけこまれる。刑に服した後は風太郎に秘書として働くものの、放言が多くその都度風太郎に叱責されている。最終的には口の軽さに危機感を覚えた風太郎により殺害される。
風太郎の身代わりで逮捕されるという点ではドラマ版の登場人物「野々村真一」に当てはまる。
神清行（じん せいこう）
大物代議士で風太郎とは付き合いがあり、署長に圧力をかけて田所刑事を転属させるなどの権力を持っている。拝金主義者で風太郎に1千万円の賄賂を払わせた上、愛人の手切れ金としてさらに100万円を要求して払わせるなどの拝金ぶりである。
さおり
神清行の娘。学生時代は秋と付き合っていたが賞を取れない彼に見切りを付ける。風太郎の野望に惹かれる。

### アナザーストーリーのキャラクター
蒲郡風子（がまごおり ふうこ）
風太郎と女子社員の間に生まれた女子高生。通称プーコ。父親によく似ているが、言葉遣いは標準的。大人びた服装をして、援助交際と恐喝で小遣い銭を稼ぐ荒んだ生活をしている。母親の自殺を契機に自分の出生の秘密を知り、父親である風太郎を付け狙うようになる。

## 映画
1970年、唐十郎主演・東宝配給により映画化。
2020年現在、一切ビデオソフト化されていない。2001年9月5日にCS日本映画専門チャンネルの企画「発掘！お宝映画大集合」の一環で放送された。

### スタッフ
- 監督：和田嘉訓
- 製作：奥田喜久丸
- 脚本：小滝光郎 高畠久　和田嘉訓
- 撮影：安藤庄平
- 音楽：広瀬健次郎
- 主題歌：唐十郎 『銭ゲバ大行進』 作曲：浜口庫之助
- 挿入歌：唐十郎 『銭ズラよ!』

### キャスト
名前が原作と若干変わっているなど、幾つかの相違点がある。
蒲郡風太郎：唐十郎/雷門ケン坊（少年時代）
主人公。
蒲郡兼三（がまごおり けんぞう）：加藤武
風太郎の父親。凶器を手に入れ強請に現れるが、お金で殺し屋を雇われたチンピラによって射殺される。
蒲郡久仁子（がまごおり くにこ）：稲野和子
兄丸秀吉（あにまる ひであき）：曽我廼家明蝶
有名な大昭工業の社長。初めは風太郎のことを軽蔑していたが、正美との結婚により受け入れる。しかし風太郎に首を絞められ殺される。
兄丸三枝子（あにまる みえこ）：緑魔子
初めは風太郎を薄汚いと言っていたが、正美との結婚により受け入れる。しかし、父の死により風太郎を疑い初め、ようやく風太郎の正体に気づくが、風太郎にレイプされる。そして旅行に行くと告げ、子供を出産し、復讐に来たと共に、風太郎との間に出来た子供を見せ、風太郎を追い詰めるが、ナイフで刺殺される。
兄丸正美（あにまる まさみ）：横山リエ
兄丸家次女。財産目当てで風太郎に言い寄られ結婚する。名前は「正しく、美しい」から名付けられた。
秋葉刑事（あきばけいじ）：信欣三
熊田正吉の兄で、惨殺された弟の犯人を追っている刑事。フルネームは不明。弟と仲が良かった風太郎を犯人と疑っている。その風太郎に妻の病気の手術代を金で買収される。脅しに屈しなかったが、自分の息子が車でひき逃げされ、動揺を隠せなかった。しかし、それでも捜査を止めなかったため、風太郎の怒りを買い、車で轢き殺されてしまう。
秋葉宏子（あきば ひろこ）：桜井浩子
秋葉刑事の妻。重い病気のため、手術をする必要がある。
ドラマ版の登場人物「荻野加奈江」に当てはまる人物。
新星（しんぼし）：岸田森
風太郎と同じく、兄丸家の運転手。フルネームは不明。正美と結婚し副社長の座を狙っていたが、風太郎の怒りを買う言葉を吐いたため、風太郎に灰皿で撲殺され、庭に埋められてしまう。
- 左とん平 （俊次郎）
- 藤木悠 （石井総務課長）
- 国景子 （ヒデ子）
- 長尾敏之助 （隅田医師）
- 應蘭芳 （みどり）
- 鈴木いづみ （綾子）

## テレビドラマ
日本テレビ系列で、2009年1月17日から3月14日までの毎週土曜日の21:00-21:54（JST）にて松山ケンイチの主演で放送された。全9回。初回は15分拡大スペシャル（21:00-22:09）。ハイビジョン制作。

### 概要
脚本は原作の内容を概ね踏襲したものとなっているが、場面設定としては原作が発表された1970年代を再現するものではなく、リーマンショック後の派遣切りなどの社会的格差が社会問題となった2009年時の世相を色濃く反映させたものとなっている。
登場人物は風太郎や健蔵などの一部のキャラを除き、ドラマオリジナルの人物が多い。また、主人公の風太郎の左目にある傷は、原作では先天的な障害でついたものに対し、本作では小学生の頃に父親から突き飛ばされ、引き出しの角に顔が当たって出来た設定である。

ただし最終回においては、風太郎は恵まれた環境に育ち、大学に入学し、青春を謳歌し、大企業に就職し、茜と出会って結ばれ、幸せな家庭を築くという、まったく予期しない展開となっている。これが妄想なのか、夢なのか、希望なのか説明はされずに物語は終了を迎える。
キャッチコピーは「金のためなら、なんでもするズラ」。

### キャスト
蒲郡風太郎（23）：松山ケンイチ
主人公。工場で働く派遣労働者。最初は「蒲田合板工場」で働いていたが、生産調整のため解雇される。その2日後から、「三國造船（株）京浜工場」で働き始める。静岡県伊豆半島出身。学歴は（自称）小学校中退。普段は温和で物静かな青年だが、それは仮の姿で時には残忍で非情な「銭ゲバ」の本性をのぞかせる。口癖は原作と同様「ズラ」。母の作ってくれたベラの煮付けが好物。
派遣労働者としてその日暮らしをしていたが、三國造船に派遣されたことをきっかけに社長令嬢である三國緑と偶然を装って再会。三國家に取り入り、陰で殺人事件を繰り返し、ついには三國家を乗っ取る。
最終回では、「自分の考えが間違っていなかったこと」を理由に、同行した緑が見守る中、子供の頃過ごした海辺の小屋で体にダイナマイトを巻き付け自爆を図る。導火線の火が近づき刻一刻と死が迫る中、野球と漫画を愛する少年として育ち、大学卒業後は「海の男になりたい」と緑の勤める造船会社に就職、大学の同級生だった茜と結婚し、一児の父となる平凡で幸せな人生を夢想しながら爆死。自殺の直前に「この腐った世界で平気なツラしてへらへら生きているやつらの方がよっぽど狂ってる。この世界に生きているやつらはみんな銭ゲバだ」と吐き捨てており、その場面をラストシーンとして物語は幕を閉じる。
少年時代の風太郎（11）：齋藤隆成
蒲郡夫妻の一人息子であり、好物は、ベラの煮付け。幼い頃から明日の生活にも事欠き、教科書代、給食費、遠足の写真代50円すら払うこともままならない程、貧困な家庭に育つ。貧乏の惨めさと、金の力を目の当たりにして世の中すべてを憎み、「銭がすべて、銭のためなら何でもする」という考えに達し、金のためなら殺人さえも厭わない非情な人格（＝銭ゲバ）となる。
三國緑（24）：ミムラ（幼少期：森迫永依）
三國造船社長令嬢。容姿も心も美しいお嬢様。子供の頃に風太郎と知り合ったが、風太郎が菓子を盗んだことで絶交する。その後大人になり、運転している車に風太郎が飛び込んできたことで再会する。風太郎と茜の結婚により、風太郎とは義理の姉弟という関係になる。風太郎の壮絶な生い立ちを知ることで、彼に対して憎しみと哀れみが入り混じった複雑な感情を抱くようになる。
最終回では風太郎の上司となり、風太郎が茜と結婚したことにより義姉となる。
三國茜（21）：木南晴夏
緑の妹で、右の頬に大きな痣を持つ。痣に加え、足も不自由で車いす生活を送っていることから周囲に壁を作り、幸せな人間を憎んでいる。風太郎の真意を薄々知りつつ、幸せが欲しくて結婚するものの、後に首吊り自殺を遂げる。
最終回では顔の痣や脚の障害も無く、風太郎と同じ大学に進学する。後に風太郎と交際するようになり、風太郎を「ふうくん」と呼び、風太郎と結婚し、一児の母となる。
三國譲次（56）：山本圭
三國造船（株）第4代社長。代々続く大富豪。緑と茜の父親。風太郎によって雇われた枝野良夫により、射殺される。
桑田春子（19）：志保
三國家の家政婦。風太郎と同郷。偶然風太郎の本性を知り、怯えながら家政婦としての仕事をこなす。
荻野宏（22）：近藤公園
少年時代の風太郎と共に新聞配達をしながら大学に通っていた苦学生で、荻野聡の弟。不幸な境遇の風太郎に親切に接していたが、ある時逆上した風太郎にバットで撲殺されてしまう。
荻野聡（36）：宮川大輔
荻野宏の兄で、警視庁本庁の刑事。菅田とコンビを組んでいる。弟・宏の仇でもある風太郎の周囲で起こる事件を執拗に追い続けていたが、妻子の安全と治療費とを引き換えに風太郎に買収される。
荻野加奈江：宮本裕子
聡の妻。長らく、心臓の病気で病床にあったが、聡と風太郎との取引により無事、移植手術を受ける。
荻野正義（11）：深澤嵐
聡と加奈江の息子。小学5年生。
菅田純（25）：鈴木裕樹
刑事で、荻野聡とコンビを組んでいる。執拗に風太郎を付け狙う荻野に半ば呆れつつも付き合っている。
野々村保彦（48）：光石研
食堂「伊豆屋」の店主。風太郎に家族ぐるみで親身に接しているが、甥・真一の件をきっかけに金の力に屈服させられる。
最終回では風太郎の行きつけのレストランの店主。風太郎に故郷の味、おふくろの味であるベラの煮つけをふるまう。
野々村祥子（36）：りょう
保彦の妻。
野々村晴香（34）：たくませいこ
保彦の妹。
野々村由香（16）：石橋杏奈
保彦の姪。第8話では、借金の申し出と引き換えにその肢体を買って欲しいと風太郎に懇願する。
野々村真一：松山ケンイチ（二役）
保彦の甥で、由香の兄。容姿は風太郎に酷似しているが、左眼の傷がないのが相違点。無謀な性格で多額の借金を抱えており、家族にとって非常に頭の痛い存在。
蒲郡桃子（35）：奥貫薫
風太郎の母で、蒲郡健蔵の妻。夫の健蔵に代わって水産関係のパートで家計を支えていた。貧困のために満足に治療を受けることができず病死。最終回では、手術で病気は完治したということになっている。最終回では家計を預かるしっかり者の主婦として、風太郎と健蔵を叱咤する。
蒲郡健蔵（45）：椎名桔平
風太郎の父。口癖は「わーお」。最初は、会社に勤務していたものの、社内での不祥事で解雇されてしまう。それ以来、仕事に対する意欲を失い、酒と女に溺れ自堕落な生活を送っている。したたかな性格で、時には風太郎すら翻弄する。社長となった風太郎から現金10億円をせしめるが持て余してしまい、大金持ちの虚しさを知る。最終回では、ゴルフ好きだが家庭を大事にし、妻と子を愛する理想的父親像を演じている。

### 主なゲスト
寺田修司（49） ： 田口トモロヲ（第1、2、6、最終話）
風太郎と同じ派遣先「蒲田合板工場」で働いていた派遣労働者。借金で首が回らない状態になっていたところで風太郎に金を無心するが、風太郎に撲殺される。最終回では風太郎と良夫のバイト先の建設現場の良き先輩でアングラ劇団の団員をしている男を演じる。
白川正輝 ： 田中圭（第2、3、6、最終話）
緑の幼馴染で、三國家と同様の富裕層の青年。腕時計マニア。風太郎の正体を看破するが、このことによって殺害される（手口は描写が無く、どう殺されたのかは不明）。最終回では緑（風太郎が働く造船会社の上司で、後に義姉）と友達以上恋人未満の関係。
田辺 ： 正名僕蔵（第3、最終話）
貧しい労働者。風太郎に金で買われ、彼の策略に加担する。最終回では風太郎の就職した造船会社の上司を演じる。
枝野良夫 ： 柄本時生（第4、5、6、最終話）
三國造船で働いていた派遣労働の青年。両親は借金が原因で自殺した。また、ガンのため余命幾許も無い。境遇の似た風太郎に親近感を抱くようになり、彼の悪事に協力する。最終回では風太郎の親友で、風太郎と茜が通う大学での同級生であり、2人の良き友人となっている。
寛子 ： 奥貫薫（第6話）
風太郎の母である桃子と瓜二つのホームレスの女性。風太郎から大金を受け取ったが為に、ホームレス仲間のいざこざに巻き込まれて殺されてしまう。風太郎の母・桃子と同じ奥貫薫が二役演じている。
ホームレスの老人：品川徹（第7話）
子供の頃の風太郎が一時期行動を共にしていた男。風太郎を匿うように振舞っていたが、実は風太郎が宏を撲殺した情報を売って報酬を得ていた。

### その他のゲスト
診療所の医師 ： 八十田勇一（第1話）
担任の先生 ： みやなおこ（第1話）
高村薫：平野靖幸（第1話）
「蒲田合板工場」に勤務している派遣社員。
派遣社員 ：久松信美

### 主な舞台
蒲田合板工場
風太郎が解雇されるまで働いていた派遣先。多くの派遣労働者が働いている。撮影には、キーテック(株)木更津合板工場が使われている。
三國造船(株)
風太郎の派遣先。三國譲次が社長である。本社の建物は、群馬県前橋市にある群馬県庁が使われている。
なお、工場では多くの派遣労働者が働いており、風太郎もその一人である。
三國家別荘
伊豆の三國家避暑地。子供時代の風太郎と緑が出会う。ここに招かれた風太郎が母親に食べさせようとマカロンを盗もうとしたが緑に見つかり、激しく糾弾された。この事件は風太郎の人格形成に多大な影響を与えることになる。
蒲郡家
伊豆の寂れた港町にあり、現在は廃屋。
伊豆屋
風太郎の行きつけの食堂。風太郎はいつもベラ定食を注文する。アットホームな雰囲気で風太郎をもてなす。
三國家
緑たちの住む豪邸。撮影には、和敬塾が使われている。風太郎も結婚後はここに住む。
理想の世界（最終話）
風太郎が死の直前にイメージした、誰もがみな（一部を除く）幸福に暮らしている社会。暗い運命をたどった登場人物たちが全員救済（成仏）されている。

### スタッフ
- 原作：ジョージ秋山『銭ゲバ』（幻冬舎文庫）
- 脚本：岡田惠和
- 演出：大谷太郎、狩山俊輔
- 音楽：金子隆博
- サウンドデザイン：石井和之
- 技斗：佐々木修平
- 特殊メイク：小西修、附田千秋
- 助っ人（脚本協力）：根本ノンジ、さかいあお
- プロデューサー：河野英裕、難波利昭（AXON）
- 企画協力：秋山命
- 制作協力：AXON、トータルメディアコミュニケーション
- 制作著作：日本テレビ

### 主題歌
- かりゆし58 「さよなら」（LD&K Records）

### サブタイトル
| 各話                                                       | 放送日        | サブタイトル                              | 演出     | 視聴率 |
| ---------------------------------------------------------- | ------------- | ----------------------------------------- | -------- | ------ |
| 第1話                                                      | 2009年1月17日 | 愛をください…金のためなら何でもするズラ!! | 大谷太郎 | 12.0%  |
| 第2話                                                      | 2009年1月24日 | 愛は金で買えるズラ!!!!                    | 大谷太郎 | 11.3%  |
| 第3話                                                      | 2009年1月31日 | 罠! 美しい心が欲しいズラ                  | 狩山俊輔 | 09.0%  |
| 第4話                                                      | 2009年2月7日  | 僕の家族は母さんだけズラ                  | 大谷太郎 | 10.7%  |
| 第5話                                                      | 2009年2月14日 | 友情も愛も必要ないズラ…                   | 狩山俊輔 | 10.1%  |
| 第6話                                                      | 2009年2月21日 | 逮捕…金が招いた不幸ズラ                   | 大谷太郎 | 10.2%  |
| 第7話                                                      | 2009年2月28日 | 命の値段も結局金ズラか…                   | 狩山俊輔 | 08.7%  |
| 第8話                                                      | 2009年3月7日  | 悪は静かに死んでやるズラ                  | 大谷太郎 | 06.4%  |
| 最終話                                                     | 2009年3月14日 | 幸せはどこにあるズラ?                     | 大谷太郎 | 10.5%  |
| 平均視聴率 9.9% （視聴率は関東地区・ビデオリサーチ社調べ） |               |                                           |          |        |

### まもなく!銭ゲバ
かつての『NNNニューススポット』が放送されていた20:54 - 21:00枠には、日曜日の21時台に放送されている『行列のできる法律相談所』以外の21時台の番組の見どころなどを放映する枠になっている。
『まもなく!銭ゲバ』をネットしている地域は、21:00ではなく20:54からのフライングスタート扱いになっている。

### 補足
- 第4話で三國家の裏庭に埋められた死体を掘り起こす際に出てきた、「へのへのもへじ」の落書きは、原作者によるもの。また、この回では主人公の父・蒲郡健蔵役を演じる椎名桔平は、裏番組の『警官の血』にも出演していた。本作の役柄とは対照的に、主人公やその息子を慕う役割を演じていた。
- 平均視聴率はこの枠で『受験の神様』以来の一桁となった。
- 山本圭とミムラが親子を演じたのは2005年の『いま、会いにゆきます』以来2度目である。
- 本作品でドラマ内容の問題から、この番組の提供スポンサーとして表示されていた6社中、清涼飲料メーカーを除いた5社についてはスポンサーが提供クレジット自粛や土曜ドラマの提供を一時降板してカウキャッチャーやヒッチハイクでの提供を行った。
  - また土曜ドラマの提供スポンサーの一つだった精密機械メーカーは、談合事件の影響とドラマ内容の問題を理由として初回終了後の1分間にヒッチハイクとして流しただけで第2話以降は穴埋めでのCMに差し替え、本作品を最後にこの会社は土曜ドラマの提供スポンサーから降板した[5]。
- TVギャラクシー賞テレビ部門月間賞受賞。
- 後に、TBS系ドラマ『こちら葛飾区亀有公園前派出所』の第1話で香取慎吾（SMAP）が演じる主人公・両津勘吉が「わしは金の為なら何でもするズラ!」と言い、そして速水もこみちが演じる中川圭一が「銭ゲバだ!」と言うシーンがある。
- 沖縄テレビで放送中の土曜ドラマは、この作品を最後に4：3での放送は最後となった。地上デジタル放送では、画面右上に表記する「アナログ」の文字を消すために「OTV」という独自のロゴを入れて放送。この手法は、『誰だって波瀾爆笑』や『おしゃれイズム』でも同様の措置がとられていた。

## 関連商品
- 銭ゲバ DVD-BOX（2009年5月22日発売）